# Yagishiri
La isla Yagishiri (en japonés: 焼 尻 岛 Yagishiri-tō) es una pequeña isla en el mar del Japón, a 25 km al oeste de Haboro. Es parte de la Subprefectura de Rumoi en Hokkaido, al norte de Japón. Junto con isla Teuri, que esta hacia el oeste a través del estrecho de Musashino, es administrada por la ciudad de Haboro. La superficie de la isla es de 5,21 km² y está habitado por 379 personas (según datos de 2003).
La isla es notable por la belleza de su naturaleza. Gran parte de la superficie de las islas está cubierta de bosques vírgenes, especialmente de Taxus cuspidata, una especie de tejo japonés. Por estas razones, se declarar una parte como el Parque nacional Shokanbetsu-Teuri-Yagishiri (暑 寒 别 天 売 焼 尻 国 定 公园 Shokanbetsu Teuri Yagishiri Kokuritsu Koen).

## Clima
| Parámetros climáticos promedio de Yagiširi, Japón | Parámetros climáticos promedio de Yagiširi, Japón | Parámetros climáticos promedio de Yagiširi, Japón | Parámetros climáticos promedio de Yagiširi, Japón | Parámetros climáticos promedio de Yagiširi, Japón | Parámetros climáticos promedio de Yagiširi, Japón | Parámetros climáticos promedio de Yagiširi, Japón | Parámetros climáticos promedio de Yagiširi, Japón | Parámetros climáticos promedio de Yagiširi, Japón | Parámetros climáticos promedio de Yagiširi, Japón | Parámetros climáticos promedio de Yagiširi, Japón | Parámetros climáticos promedio de Yagiširi, Japón | Parámetros climáticos promedio de Yagiširi, Japón | Parámetros climáticos promedio de Yagiširi, Japón |
| Mes                                               | Ene.                                              | Feb.                                              | Mar.                                              | Abr.                                              | May.                                              | Jun.                                              | Jul.                                              | Ago.                                              | Sep.                                              | Oct.                                              | Nov.                                              | Dic.                                              | Anual                                             |
| ------------------------------------------------- | ------------------------------------------------- | ------------------------------------------------- | ------------------------------------------------- | ------------------------------------------------- | ------------------------------------------------- | ------------------------------------------------- | ------------------------------------------------- | ------------------------------------------------- | ------------------------------------------------- | ------------------------------------------------- | ------------------------------------------------- | ------------------------------------------------- | ------------------------------------------------- |
| Temp. máx. abs. (°C)                              | 7.0                                               | 7.4                                               | 13.6                                              | 20.1                                              | 26.4                                              | 26.1                                              | 31.2                                              | 31.6                                              | 28.9                                              | 21.8                                              | 17.0                                              | 12.6                                              | 31.6                                              |
| Temp. máx. media (°C)                             | −1.3                                              | -0.9                                              | 2.6                                               | 8.2                                               | 13.3                                              | 17.5                                              | 21.5                                              | 23.4                                              | 20.9                                              | 14.9                                              | 7.5                                               | 1.1                                               | 10.7                                              |
| Temp. media (°C)                                  | −3.3                                              | −3.1                                              | 0.3                                               | 5.3                                               | 10.1                                              | 14.4                                              | 18.6                                              | 20.7                                              | 18.1                                              | 12.3                                              | 4.9                                               | -1.2                                              | 8.1                                               |
| Temp. mín. media (°C)                             | −5.3                                              | −5.2                                              | −2.0                                              | 2.8                                               | 7.5                                               | 12.0                                              | 16.4                                              | 18.5                                              | 15.6                                              | 9.6                                               | 2.3                                               | −3.3                                              | 5.7                                               |
| Temp. mín. abs. (°C)                              | -14.5                                             | -14.8                                             | -11.4                                             | -4.1                                              | -1.1                                              | 4.2                                               | 9.2                                               | 12.2                                              | 7.6                                               | 0.0                                               | -9.1                                              | -12.2                                             | -14.8                                             |
| Precipitación total (mm)                          | 47.8                                              | 32.2                                              | 32.6                                              | 37.8                                              | 59.3                                              | 58.2                                              | 109.1                                             | 118.2                                             | 124.8                                             | 117.1                                             | 105.9                                             | 70.4                                              | 915.1                                             |
| Días de lluvias (≥ 1 mm)                          | 15.5                                              | 11.1                                              | 9.0                                               | 8.5                                               | 9.2                                               | 8.1                                               | 9.2                                               | 9.8                                               | 11.7                                              | 14.6                                              | 15.4                                              | 16.1                                              | 138.2                                             |
| Horas de sol                                      | 54.6                                              | 88.6                                              | 157.6                                             | 201.4                                             | 209.8                                             | 181.5                                             | 175.3                                             | 187.2                                             | 195.5                                             | 147.8                                             | 70.2                                              | 44.3                                              | 1713.9                                            |
| Fuente:                                           |                                                   |                                                   |                                                   |                                                   |                                                   |                                                   |                                                   |                                                   |                                                   |                                                   |                                                   |                                                   |                                                   |